# 苏联国家质量标志

苏联国家质量标志

绘制标准

苏联国家质量标志（俄语：Государственный знак качества СССР，转写：Gosudarstvennyi znak kachestva SSSR）是苏联国家设立的产品优质证明标志，放置于符合质量标准的消费品及工业制造品包装上，该标志设立于1967年。这一标志是一个五边形，其中有一个平放的俄语字母K（俄语：качества，转写：Kachestvo，意为质量），和苏联（俄语：СССР，转写：SSSR）的缩写。
国家认证委员会负责认证符合质量的产品，并赋予相应企业2-3年的标志使用许可，该标志的使用规定于苏联国家标准1.9-67中。相应的质量原则是：
- 达到或超过国际同类最优质产品的质量水平
- 质量水平稳定
- 完全符合苏联国家标准
- 具备国际竞争力
- 产品生产成本经济
- 满足国家经济及人民的需求[1]

使用此标志的制造商被允许提价国家定价的10%。